# Aderus pallidicolor
Aderus pallidicolor és una espècie de coleòpter de la família Aderidae que habita a Sumatra (Indonèsia). Fou descrita científicament per Maurice Pic el 1900.